# Адміністративний устрій Луганської області
Адміністративний устрій Луганської області: 8 адміністративних районів, 37 міст, у тому числі 14 — обласного підпорядкування, 109 селищ міського типу, 782 сільських населених пунктів. Найбільші міста: Луганськ, Сєвєродонецьк, Лисичанськ, Алчевськ, Хрустальний, Довжанськ. Адміністративний центр — місто Луганськ, з 2014 року керівні органи перенесено в місто Сєвєродонецьк.
Луганська область була утворена 3 червня 1938 року. Її площа становить 26,7 тис. км² (4,4 % від території України). Чисельність населення — 2257,7 тис. чоловік (5,7 % від населення України), у тому числі міське населення — 2029,1 тис. чоловік (87 %), сільське — 228,6 тис. чоловік (13 %). Щільність населення — 85,4 осіб на км².

## Історія
3 червня 1938 року Донецьку область було розділено на Сталінську і Ворошиловградську області, до складу останньої увійшли 4 міста, 28 районів. На січень 1939 року в області мешкало 1 млн 837 тис. чоловік, з яких — 65,8 % сільського населення, 34,2 % — міського. У 1958 році, область було перейменовано на Луганську, й так вона проіснувала до 1970 року, коли їй знову було повернено назву Ворошиловградська, а з 1990 року — назву знову змінено на Луганську.
1938 року надано статус міста 14 населеним пунктам:.
1940 р. Рубіжанський р-н був перейменований в Кремінський район.
15 квітня 1941 року Городищенський р-н перейменований на Ворошиловський район (з перенесенням райцентру з Городище в Ворошиловськ).
1944 року Кагановичський р-н перейменований Попаснянський район.
У 1958 р. скасовано Покровський район (Троїцький та Покровський райони об'єднані в Троїцький район). У 1959 р. ліквідовано 5 районів.
30.12.1961 р. Ворошиловський р-н перейменовано на Комунарський район.
У 1962 р. після укрупнення сільських районів залишилось 9 районів. Отже скасовувались 16 районів: Біловодський, Білолуцький, Верхньотеплівський, Комунарський, Краснодонський, Краснолуцький, Кремінський, Марківський, Нижньодуванський, Новоайдарський, Новосвітлівський, Олександрівський, Попаснянський, Ровеньківський, Свердловський та Фрунзенський. Тоді ж Боково-Антрацитівський район перейменовано на Антрацитівський р-н

16 травня 1963 Міловський р-н перейменовано на Біловодський район (з перенесенням районного центру).
У 1965 р. деякі з них були відновлені до 15.
 
У грудні 1966 р. відновилось ще 3 райони: Міловський, Свердловський та Слов'яносербський; тоді ж Комунарський р-н перейменовано на Перевальський.
30 грудня 1977 р. Лисичанський район перейменовано на Попаснянський район.

## Таблиця адміністративних одиниць

### Райони за постановою Верховної Ради України від 17.07.2020 №807-IX «Про утворення та ліквідацію районів»[19]
| № | Назва           | Герб | Населення, тис. осіб | Площа, км² | Густота, осіб/км² | Адмін. центр  | Міста | Смт | Села, селища | Мапа | Склад      |
| - | --------------- | ---- | -------------------- | ---------- | ----------------- | ------------- | ----- | --- | ------------ | ---- | ---------- |
| 1 | Алчевський      |      | 442,8                |            |                   | Алчевськ      |       |     |              |      | докладніше |
| 2 | Довжанський     |      | 207,7                |            |                   | Довжанськ     |       |     |              |      | докладніше |
| 3 | Луганський      |      | 535,2                |            |                   | Луганськ      |       |     |              |      | докладніше |
| 4 | Ровеньківський  |      | 296,8                |            |                   | Ровеньки      |       |     |              |      | докладніше |
| 5 | Сватівський     |      | 80,9                 |            |                   | Сватове       |       |     |              |      | докладніше |
| 6 | Сєвєродонецький |      | 375,8                |            |                   | Сєвєродонецьк |       |     |              |      | докладніше |
| 7 | Старобільський  |      | 129,2                |            |                   | Старобільськ  |       |     |              |      | докладніше |
| 8 | Щастинський     |      | 81,2                 |            |                   | Новоайдар     |       |     |              |      | докладніше |

## Таблиця адміністративних одиниць старого устрою

### Райони
| №  | Назва               | Герб | Населення, тис. осіб | Площа, км² | Густота, осіб/км² | Адмін. центр      | Міста | Смт | Села, селища | Мапа | Склад      |
| -- | ------------------- | ---- | -------------------- | ---------- | ----------------- | ----------------- | ----- | --- | ------------ | ---- | ---------- |
| 1  | Антрацитівський     |      | 31,4                 | 1700       | 18,5              | Антрацит          | 0     | 6   | 36           |      | докладніше |
| 2  | Біловодський        |      | 24,5                 | 1597       | 15,3              | Біловодськ        | 0     | 1   | 32           |      | докладніше |
| 3  | Білокуракинський    |      | 19,9                 | 1436       | 13,9              | Білокуракине      | 0     | 2   | 50           |      | докладніше |
| 4  | Довжанський         |      | 12,2                 | 1132       | 10,8              | Довжанськ         | 0     | 1   | 29           |      | докладніше |
| 5  | Кремінський         |      | 30                   | 1627       | 26,1              | Кремінна          | 1     | 1   | 36           |      | докладніше |
| 6  | Лутугинський        |      | 68                   | 1057       | 64,4              | Лутугине          | 1     | 8   | 37           |      | докладніше |
| 7  | Марківський         |      | 14,4                 | 1166       | 13,7              | Марківка          | 0     | 1   | 33           |      | докладніше |
| 8  | Міловський          |      | 15,7                 | 971        | 16,2              | Мілове            | 0     | 1   | 28           |      | докладніше |
| 9  | Новоайдарський      |      | 25,6                 | 1536       | 16,7              | Новоайдар         | 1     | 1   | 37           |      | докладніше |
| 10 | Новопсковський      |      | 35,2                 | 1623       | 21,8              | Новопсков         | 0     | 2   | 37           |      | докладніше |
| 11 | Перевальський       |      | 72,3                 | 806,8      | 89,9              | Перевальськ       | 3     | 10  | 26           |      | докладніше |
| 12 | Попаснянський       |      | 41,1                 | 1325       | 31,2              | Попасна           | 1     | 7   | 27           |      | докладніше |
| 13 | Сватівський         |      | 37,6                 | 1740       | 21,7              | Сватове           | 1     | 1   | 58           |      | докладніше |
| 14 | Слов'яносербський   |      | 61,2                 | 1113       | 50                | Слов'яносербськ   | 1     | 5   | 49           |      | докладніше |
| 15 | Сорокинський        |      | 30                   | 1400       | 21,4              | Сорокине          | 0     | 6   | 52           |      | докладніше |
| 16 | Станично-Луганський |      | 49,7                 | 1900       | 26,2              | Станиця Луганська | 0     | 2   | 47           |      | докладніше |
| 17 | Старобільський      |      | 47,7                 | 1580       | 30,2              | Старобільськ      | 1     | 0   | 58           |      | докладніше |
| 18 | Троїцький           |      | 21,2                 | 1600       | 13,3              | Троїцьке          | 0     | 1   | 58           |      | докладніше |

### Міста обласного значення
| №  | Назва         | Герб | Населення, тис. жит. | Площа, км² | Густота, чол./км² | Міста районного значення | смт | Села, селища | Мапа | Склад      |
| -- | ------------- | ---- | -------------------- | ---------- | ----------------- | ------------------------ | --- | ------------ | ---- | ---------- |
| 1  | Алчевськ      |      | 111,4                | 50         | 2229              | 0                        | 0   | 0            |      |            |
| 2  | Антрацит      |      | 55,4                 | 61,3       | 904               | 0                        | 6   | 7            |      |            |
| 3  | Брянка        |      | 48,5                 | 63,5       | 764               | 0                        | 5   | 0            |      |            |
| 4  | Голубівка     |      | 29,2                 | 35         | 836               | 0                        | 3   | 2            |      |            |
| 5  | Довжанськ     |      | 65,9                 | 83,8       | 794               | 1                        | 6   | 7            |      |            |
| 6  | Кадіївка      |      | 79                   | 91,8       | 861               | 2                        | 0   | 0            |      |            |
| 7  | Лисичанськ    |      | 105,1                | 95,6       | 1099              | 2                        | 0   | 0            |      |            |
| 8  | Луганськ      |      | 427,2                | 255        | 1675              | 2                        | 1   | 2            |      | докладніше |
| 9  | Первомайськ   |      | 38,8                 | 85,5       | 438               | 2                        | 2   | 0            |      |            |
| 10 | Ровеньки      |      | 81,1                 | 21,7       | 3737              | 0                        | 10  | 13           |      |            |
| 11 | Рубіжне       |      | 60,7                 | 33,8       | 1798              | 0                        | 0   | 0            |      |            |
| 12 | Сєвєродонецьк |      | 109,9                | 42,1       | 2610              | 0                        | 4   | 6            |      |            |
| 13 | Сорокине      |      | 44,8                 | 77,3       | 580               | 2                        | 8   | 4            |      |            |
| 14 | Хрустальний   |      | 124,5                | 153,6      | 543               | 3                        | 8   | 11           |      |            |

### Міські райони

#### Луганськ
| № | Назва            | Герб | Населення, тис. жит. | Площа, км² | Густота, чол./км² | Мапа | Склад                                                                |
| - | ---------------- | ---- | -------------------- | ---------- | ----------------- | ---- | -------------------------------------------------------------------- |
| 1 | Артемівський     |      | 126,3                | 36         | 3509              |      | місто Олександрівськ смт Ювілейне селище Дзержинське селище Тепличне |
| 2 | Жовтневий        |      | 185,6                | 144        | 1289              |      | місто Щастя (до 7 жовтня 2014 року)                                  |
| 3 | Кам'янобрідський |      | 42,4                 | 23         | 1843              |      |                                                                      |
| 4 | Ленінський       |      | 87,5                 | 54         | 1621              |      |                                                                      |